# Alte Kirche Albisrieden

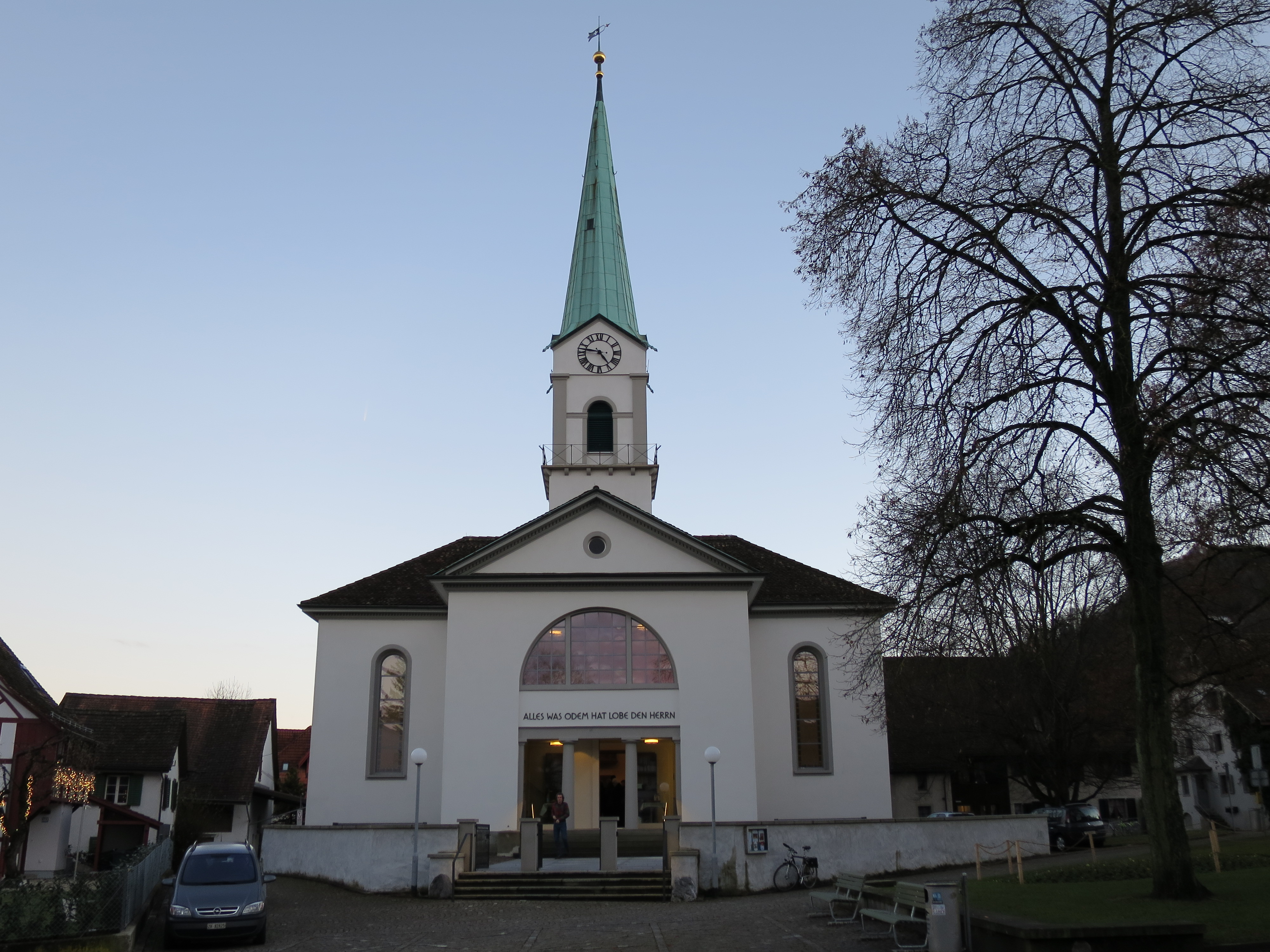
Hauptfassade der Alten Kirche Albisrieden

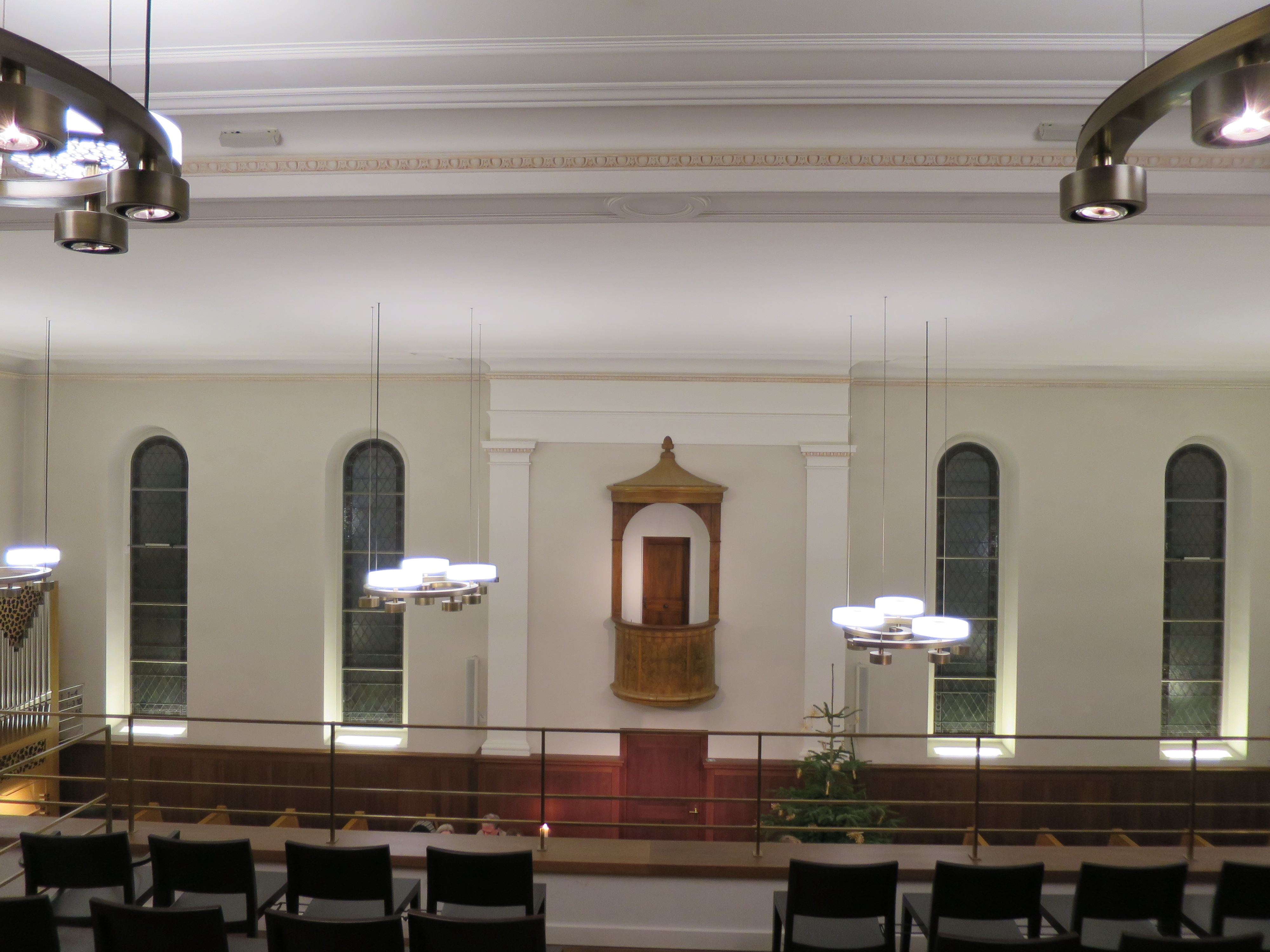
Innenraum von der Empore aus

Die Alte Kirche Albisrieden ist ein evangelisch-reformiertes Kirchengebäude im Quartier Albisrieden der Stadt Zürich. Sie befindet sich an der Albisriederstrasse im historischen Dorfkern des heutigen Stadtquartiers.  Es handelt sich um die einzige Querkirche in der Stadt Zürich, die vor dem Jahr 1850 errichtet wurde.

## Geschichte

### Vorgeschichte
Urkundlich wurde Albisrieden erstmals im Jahr 820 als "villa iuxta montem Albis nomine Rieda" in einem Verzeichnis über die Besitztümer des Grossmünsterstifts erwähnt. Albisrieden war über 1000 Jahre hinweg die einzige Gemeinde links der Limmat, die kirchgenössig zum Grossmünsterstift gehörte. Auch das Wappen von Albisrieden verweist mit dem Tatzenkreuz des Grossmünsters auf diese Besonderheit.
Seit 1270 ist eine den Heiligen St. Ulrich und St. Konrad geweihte Kapelle in Albisrieden erwähnt. In ihr fanden jedoch nur an Weihnachten, Ostern, Pfingsten und am Kirchweihtag Messfeiern statt. Nach der Reformation in Zürich wurde die Kapelle zur Dorfkirche aufgewertet und für reformierte Gottesdienste verwendet. In ihr wirkte der Enkel von Heinrich Bullinger als Pfarrer. 1678 wurde anstelle der Kapelle eine kleine Landkirche errichtet. Erst 1866 entstand eine selbstständige, vom nahen Zürich losgelöste reformierte Kirchgemeinde. Die politische Gemeinde trat allerdings 1934 der Stadt Zürich bei.
Das Patrozinium der mittelalterlichen Kirche von Albisrieden wird von der katholischen Kirche St. Konrad Albisrieden wieder aufgegriffen.

### Baugeschichte
Zu Beginn des 19. Jahrhunderts sollte die baufällig gewordene Kirche ersetzt werden. 1816 legte Hans Conrad Stadler (1788–1846) ein Projekt für eine Querkirche vor, das von Teilen des Stillstands und dem Pfarrer mit Begeisterung aufgenommen wurde. Nach zwei Jahren Bauzeit konnte die Kirche 1818 eingeweiht werden.
1931 wurde die Kirche im Zuge der Anschaffung einer neuen Orgel in eine Längskirche verwandelt und eine Sakristei angebaut. Die Innenrenovation von 1975–1977 machte diesen Schritt rückgängig. Doch erst mit der 2010–2011 erfolgten Innenrenovation unter der Leitung von Architekt Paul Bissegger konnte der ursprüngliche Raumeindruck wieder hergestellt werden, aber ohne dass auf historisierende Mittel zurückgegriffen wurde.
1949–1951 wurde aufgrund des Bevölkerungswachstums im Quartier und der Beschäftigungspolitik der Nachkriegsjahre die Neue Kirche Albisrieden als Kirchenzentrum errichtet.

## Baubeschreibung

### Äusseres
Die klassizistische Kirche liegt umgeben von einer Friedhofsmauer inmitten des gut erhaltenen alten Dorfkerns von Albisrieden. Die Fassaden des Hauptschiffs sind von hohen Rundbogenfenstern geprägt. An die Südostseite ist der Turm mit Spitzturmhelm angefügt. Die nach Nordwesten orientierte Hauptfassade wird durch einen stark hervortretenden Risalit mit Dreiecksgiebel geprägt. Vier schlichte Säulen bilden eine Kolonnade, durch die man in die Vorhalle der Kirche gelangt. Darüber ist der Spruch ALLES WAS ODEM HAT LOBE DEN HERRN angebracht. Auffallend ist das darüber befindliche grosszügige Thermenfenster, hinter dem sich die Empore befindet.

### Inneres
Der quergerichtete Kirchenraum ist ein besonders in der Sattelzeit äusserst beliebtes Raumkonzept des protestantischen Sakralbaus in der Schweiz. Der Kirchenraum von Albisrieden ist von schlichter klassizistischer Prägung. Einfache Gipsleisten, Eierstabfriese, Pilaster und Konsolen bilden den spärlichen Stuck. Die schlichte hölzerne Kanzel auf der Längsachse ist vom Turm her zu betreten. Ihr ist, wie in kleineren Querkirchen üblich, der Taufstein direkt vorgelagert. 1917 wurden die Doppelfenster beider Schmalseiten mit vier Bildnissen von Reformatoren im Stil der späten Neugotik versehen: Martin Luther, Philipp Melanchthon, Huldrych Zwingli und Heinrich Bullinger. Diese Glasfenster stammen von Louis Hérion. Über die Vorhalle gelangt man auf die im Risalit untergebrachte Empore. 2022 gestaltete Fritz J. Dold ein neues Kirchenfenster mit dem Titel: "Himmelslicht".

### Glocken
Im Turm hängen 4 Glocken mit der Tonfolge e' a' c" e".
| Nummer | Ton | Name          | Giesser                  | Gussjahr |
| ------ | --- | ------------- | ------------------------ | -------- |
| 1      | e'  | Elfiglogge    | Wilhelm Füssli, Zürich   | 1818     |
| 2      | a'  | Betzeitglocke | Johann Füssli II, Zürich | 1722     |
| 3      | c"  | Sturmglocke   | Moritz Füssli I, Zürich  | 1695     |
| 4      | e"  | Vesperglocke  | Hans Füssli III, Zürich  | 1659     |

## Orgel
Am 5. Januar 2014 wurde eine neue Kuhn-Orgel eingeweiht, die sich in der Nordecke des Schiffs befindet. Ihre Vorgängerinstrumente stammten von Metzler Orgelbau (1932, pneumatisch) respektive Klais Orgelbau (1978, mechanisch).
Disposition der Kuhn-Orgel von 2014:
| I Hauptwerk C–g3   |       |
| Principal          | 8′    |
| Hohlflöte          | 8′    |
| Vox humana (ab f0) | 8′    |
| Octav              | 4′    |
| Sifflet            | 1 ⁄3′ |

| II Positiv C–g3 |       |
| Copula          | 8′    |
| Flaute          | 4′    |
| Quinte          | 2 ⁄3′ |
| Flageolet       | 2′    |
| Tremulant       |       |

| Pedal C–f1 |     |
| Subbass    | 16′ |

- Koppeln: II/I, I/P, II/P
- Tremulant auf alle Werke wirkend